# Дрон, Владимир Степанович
Влади́мир Степа́нович Дрон (26 февраля 1891, Гродненская губерния — 28 октября 1920) — герой Первой мировой войны, участник Белого движения, полковник 3-го Дроздовского полка.

## Биография
Потомственный почетный гражданин. Уроженец Гродненской губернии. Общее образование получил дома.
В 1913 году окончил Виленское военное училище, откуда выпущен был подпоручиком в 170-й пехотный Молодечненский полк, в рядах которого и вступил в Первую мировую войну. По сообщению газеты «Русское слово», в феврале 1915 года раненый подпоручик Дрон прибыл в Петроград, в лазарет Павловского военного училища. По выздоровлении вернулся в свой полк. Пожалован Георгиевским оружием
За то, что в бою 20 августа 1915 года, занимая со своей ротой окопы западнее дер. Вердокемя, несмотря на сосредоточенный огонь тяжелой и легкой артиллерии противника, которым были буквально сметены окопы, подпоручик Дрон не только не оставил своей позиции, но ободрив людей, отбил две повторные атаки превосходных сил противника и заставил их отойти в свои окопы. Такая блестящая защита своей позиции позволила отошедшему соседнему батальону прийти в порядок и вновь занять прежнюю позицию и выдержать 4½-часовой бой.
Произведен в поручики 12 июня 1916 года «за выслугу лет», в штабс-капитаны — 28 июня того же года. В 1917 году успешно окончил 2½-месячные подготовительные курсы Николаевской военной академии.
В Гражданскую войну участвовал в Белом движении на Юге России. В Добровольческой армии — во 2-м офицерском стрелковом (Дроздовском) полку. На 15 июня 1919 года — капитан, помощник начальника разведывательного отделения управления генерал-квартирмейстера штаба Главнокомандующего ВСЮР. 8 ноября 1919 года произведен в подполковники с переименованием в полковники. Позднее был назначен помощником командира 3-го Дроздовского полка. По воспоминаниям подпоручика Г. Б. Александровского, служившего в офицерской роте 3-го Дроздовского полка, полковник Дрон зачастую получал очередное ранение вскоре по излечении от предыдущего и наравне с бесстрашием отличался внимательным и заботливым отношением ко всем окружающим. В сентябре 1920 года был назначен командиром 3-го Дроздовского полка. Смертельно ранен в бою 28 октября 1920 на Юшуньских позициях, когда 3-й полк потерял всех батальонных и ротных командиров. Умиравшего полковника Дрона вывез с поля боя на автомобиле генерал-майор А. В. Туркул.

## Награды
- Георгиевское оружие (ВП 17.04.1916)
- Орден Святой Анны 3-й ст. с мечами и бантом (ПАФ 8.02.1917)
- Орден Святителя Николая Чудотворца (Приказ Главнокомандующего № 248, 31 октября 1921)